# Jah Reid
Jah Reid (21 de julio de 1988 en Kissimmee, Florida) es un jugador de fútbol americano que ocupa la posición de Guard y que milita en las filas de los Baltimore Ravens de la National Football League (NFL). Fue seleccionado por los Ravens en la tercera ronda del Draft de 2011 de la NFL . Jugó fútbol americano colegial en UFC.

## Primeros años
Él fue a la escuela secundaria en Haines City High School , donde jugó para el equipo de fútbol.

## Carrera profesional

### Baltimore Ravens
Reid fue seleccionado en la tercera ronda del Draft de 2011 por los Baltimore Ravens. En su temporada de novato jugo los 16 partidos de la temporada regular, pero ninguno de ellos como titular.
- Datos: Q3806137
- Multimedia: Jah Reid / Q3806137